# Enicospilus perkinsi
Enicospilus perkinsi är en stekelart som beskrevs av Joseph Augustine Cushman 1944. Enicospilus perkinsi ingår i släktet Enicospilus och familjen brokparasitsteklar. Inga underarter finns listade i Catalogue of Life.